# Општина Бреаста (Долж)
Бреаста (рум. Breasta) општина је у Румунији у округу Долж.
Oпштина се налази на надморској висини од 105 m.